# Tamias merriami
Tamias merriami е вид бозайник от семейство Катерицови (Sciuridae).

## Разпространение
Видът е разпространен в централна и южна Калифорния в Съединените щати и малък район в северна Долна Калифорния, Мексико.